# 京北警察署
京北警察署（けいほくけいさつしょ）は、京都府警察にかつて存在した警察署の一つである。

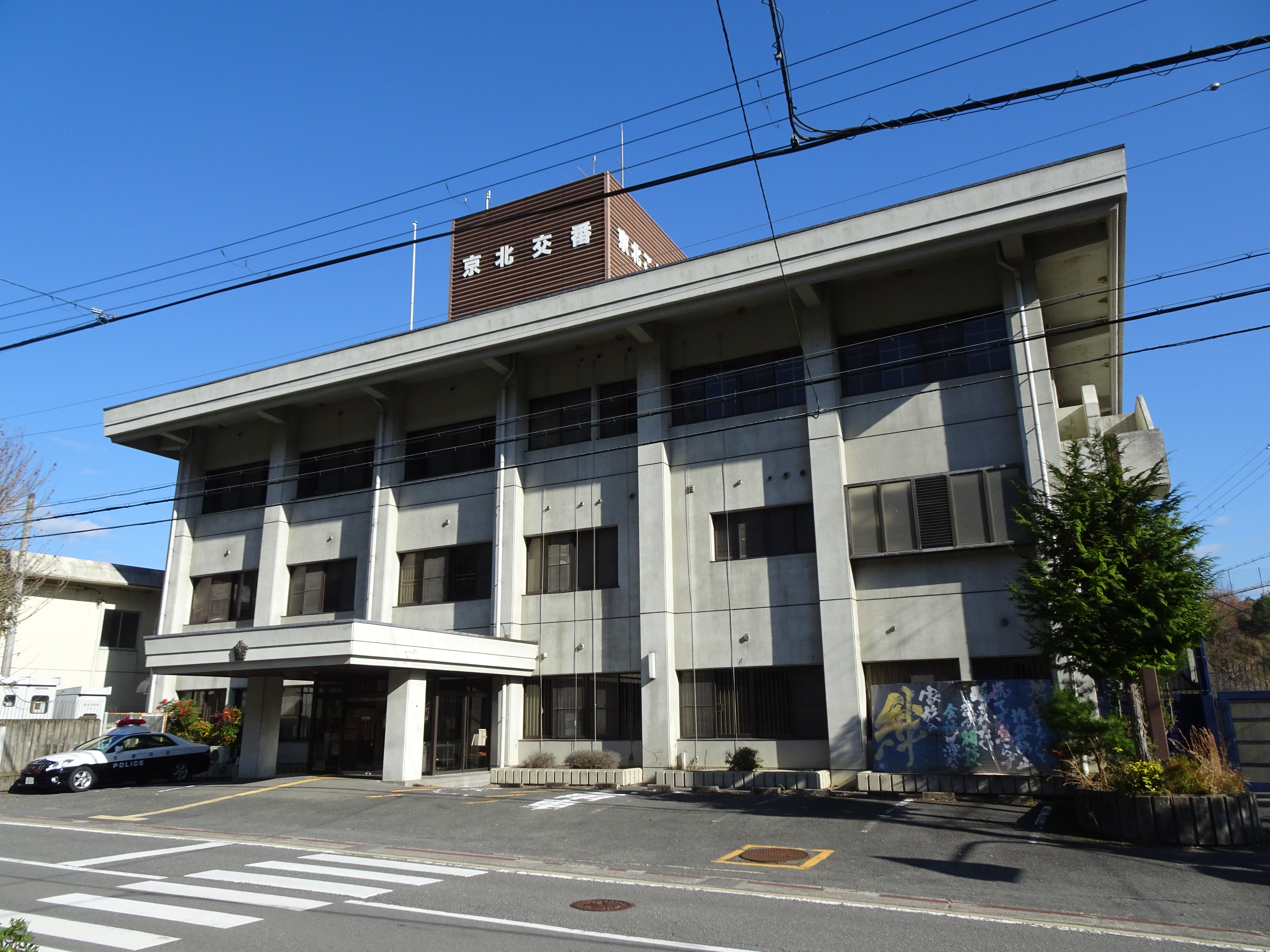
旧：京北警察署庁舎（現：右京警察署京北交番）

## 所在地
- 京都府京都市右京区京北周山町宮ノ下13-1
  - 2005年（平成17年）3月31日まで
    - 京都府北桑田郡京北町周山小字宮ノ下13-1

## 管轄区域
- 京都市右京区京北地区
  - 2005年（平成17年）3月31日までは北桑田郡京北町
- 南丹市美山地区
  - 2005年（平成17年）12月31日までは北桑田郡美山町

## 沿革
- 2006年（平成17年）4月1日：管轄している美山地区を南丹警察署へ、京北地区を右京警察署に移管して廃止。その後、建物は右京警察署京北交番として利用されている。

## 大型交番
なし

## 交番
なし

## 派出所
なし